# 巴塔蓋
巴塔盖（羅馬化：Batagay）是俄罗斯萨哈共和国的市级镇、上扬斯克区行政中心，位于亚纳河畔，在共和国首府雅库茨克北偏东方。
该地2021年人口有3,487人；2010年人口4,369；2002年人口4,589；1989年人口8,385。